# سان فلیسس
سان فلیسس (به اسپانیایی: San Felices) یک دهستان در اسپانیا است که در سریا واقع شده‌است.

## خصوصیات
سان فلیسس ۲۱ کیلومترمربع مساحت و ۸۱ نفر جمعیت دارد.